# Віїшоара (Васлуй, Васлуй)
Віїшоара (рум. Viișoara) — село у повіті Васлуй в Румунії. Адміністративно підпорядковане місту Васлуй.
Село розташоване на відстані 278 км на північний схід від Бухареста, 4 км на схід від Васлуя, 59 км на південь від Ясс, 136 км на північ від Галаца.

## Населення
За даними перепису населення 2002 року у селі проживала 1261 особа. Усі жителі села рідною мовою назвали румунську.
Національний склад населення села:
| Національність | Кількість осіб | Відсоток |
| -------------- | -------------- | -------- |
| румуни         | 1224           | 97,1%    |
| цигани         | 33             | 2,6%     |